# Салпа (Тверская область)
Салпа — деревня в Вышневолоцком городском округе Тверской области.

## География
Находится в центральной части Тверской области на расстоянии приблизительно 18 км по прямой на север от вокзала железнодорожной станции Вышний Волочёк на правом берегу реки Мста.

## История
На карте 1825 года деревня (тогда Салпы) уже была отмечена. В 1859 году здесь (деревня Вышневолоцкого уезда) было учтено 10 дворов. До 2019 года входила в состав ныне упразднённого Садового сельского поселения Вышневолоцкого муниципального района.

## Население
Численность населения составляла 99 человек (1859 год), 20 (русские 95 %) в 2002 году, 19 в 2010.